# Энгельсский завод транспортного машиностроения
Энгельсский заво́д тра́нспортного машинострое́ния (Трансмаш) — завод в городе Энгельс, Саратовской области, выпускающий продукцию для нужд железнодорожного транспорта.
Завод основан в 1894 году как Покровские паровозоремонтные железнодорожные мастерские Рязано-Уральской железной дороги. Название связано с наименованием населенного пункта Покровская Слобода (с 1914 года г. Покровск), который позже, в годы советской власти был переименован в Энгельс, в честь Фридриха Энгельса. В 1949 году мастерские переименованы в Покровский вагоноремонтный завод. В 1954 году переименован в Покровский механический завод. В 1965 году завод получает название Энгельсский завод транспортного машиностроения.
После образования паровозоремонтные мастерские ремонтировали узкоколейные паровозы заволжских линий Рязано-Уральской дороги (ширина колеи составляла 1000 мм), после перешивки колеи заволжских линий на нормальную колею ремонтировал паровозы нормальной колеи. В 30-х — 40-х годах XX века на заводе ремонтировали колёсные пары, изготовляли поковки и литье, в 50-х — 60-х годах XX века завод ремонтировал пассажирские вагоны и вагоны-цистерны, и колёсные пары, изготовляли поковки и литье, изготавливали контейнеры и снегоочистительные машины и снегоочистительные поезда. В XXI веке завод осваивает выпуск новой продукции: на базе платформ выпускаются вагоны-лесовозы, в 2006 году начат выпуск длиннобазных платформ.
В 2003 году на предприятии начался выпуск цельнометаллического полувагона модели 12-132, который является наиболее массовым типом вагонов в России. В ноябре 2004 года на Трансмаше приступили к изготовлению разработанной сотрудниками предприятия специализированной железнодорожной платформы для перевозки крупнотоннажных контейнеров.
В 2021 году предприятие завершило поставку ОАО «РЖД» 300 хоппер-дозаторов ВПМ-770, представляющих собой вагоны, предназначенные для перевозки по железным дорогам колеи 1520 мм щебня и всех видов балласта.